# Canadian Soccer League 2000
La Canadian Soccer League 2000 fue la tercera edición de la liga de fútbol canadiense. Estuvo organizado por la Asociación Canadiense de Fútbol y participaron 8 clubes.
Al final del campeonato, el Toronto Olympians y el St. Catharines Wolves empataron en la clasificación final, después de lograr 37 puntos. Después de la clasificación final, los cuatro mejores equipos disputaron una ronda eliminatoria para definir a los finalistas de la copa Rogers. Los clubes que llegaron a la final fueron Toronto Croatia y Toronto Olympians, siendo el Toronto Croatia campeón por 2-1.
El torneo también entregó varios, entre ellos, al jugador más valioso que fue Willy Giummarra del York Region Shooters, el goleador Gus Kouzmanis del Toronto Olympians y el técnico del año que fue Lucio Ianiero del St. Catharines Wolves, entre otros.

## Equipos participantes
| Equipo                | Estadio                 | Ciudad         |
| --------------------- | ----------------------- | -------------- |
| Glen Shields          | Dufferin District Field | Vaughan        |
| London City           | Cove Road Stadium       | London         |
| North York Astros     | Esther Shiner Stadium   | North York     |
| St. Catharines Wolves | Club Roma               | St. Catharines |
| Toronto Croatia       | Centennial Park         | Etobicoke      |
| Toronto Olympians     | Birchmount Stadium      | Scarborough    |
| York Region Shooters  | Highland Park           | Aurora         |
| Oshawa Flames         | Oshawa Civic Stadium    | Ontario        |

## Tabla general
| Posición              | Equipo                  | PJ | PG | PP | PE | GF | GC | GD  | Puntos |
| --------------------- | ----------------------- | -- | -- | -- | -- | -- | -- | --- | ------ |
| 1                     | Toronto Olympians       | 14 | 12 | 1  | 1  | 45 | 9  | +36 | 37     |
| 2                     | St. Catharines Wolves   | 14 | 12 | 1  | 1  | 29 | 9  | +20 | 37     |
| 3                     | Toronto Croatia         | 14 | 9  | 4  | 1  | 36 | 17 | +19 | 28     |
| 4                     | Glen Shields Sun Devils | 14 | 5  | 6  | 3  | 26 | 30 | -4  | 18     |
| 5                     | York Region Shooters    | 14 | 4  | 8  | 2  | 17 | 30 | -13 | 14     |
| 6                     | North York Astros       | 14 | 3  | 9  | 2  | 17 | 29 | -12 | 11     |
| 7                     | Oshawa Flames           | 14 | 2  | 9  | 3  | 22 | 35 | -13 | 9      |
| 8                     | London City             | 14 | 2  | 11 | 1  | 12 | 45 | -23 | 7      |
| Estadísticas finales. |                         |    |    |    |    |    |    |     |        |

 PJ = Partidos jugados; PG = Partidos ganados; PP = Partidos perdidos; PE = Partidos empatados;
GF = Goles a favor; GC = Goles en contra; GD = Goles de diferencia
| \| \| Equipos clasificados a una ronda eliminatoria \| |                                               |
|                                                        | Equipos clasificados a una ronda eliminatoria |

## Rondas eliminatorias de la copa Rogers
- Glen Shields Sun Devils 1–1 London City[4]
- Toronto Croatia 3–1 St. Catharines Wolves[4]
- Toronto Olympians 1–0	Glen Shields Sun Devils[4]

### Final
- Toronto Croatia 2–1 Toronto Olympians[1]

## Goleadores
| Posición | Jugador           | Nacionalidad | Club                  | Goles |
| -------- | ----------------- | ------------ | --------------------- | ----- |
| 1        | Gus Kouzmanis     | Canadá       | Toronto Olympians     | 31    |
| 2        | Leo Marasovic     | Canadá       | Toronto Croatia       | 13    |
| 3        | Eddy Berdusco     | Canadá       | Toronto Olympians     | 12    |
| 4        | Gary McGuchan     | Canadá       | St. Catharines Wolves | 11    |
| 5        | Carlo Arghittu    | Canadá       | St. Catharines Wolves | 10    |
| 6        | Jimmy Kuzmanovski | Canadá       | Oshawa Flames         | 9     |
| 7        | Paul Moore        | Canadá       | Toronto Croatia       | 9     |
| 8        | Elvis Thomas      | Canadá       | Toronto Olympians     | 9     |
| 9        | Frank Zumpano     | Canadá       | St. Catharines Wolves | 8     |
| 10       | John Matas        | Canadá       | Toronto Olympians     | 8     |

## Premios
- Jugador más valioso: Willy Giummarra del York Region Shooters[2]
- Goleador: Gus Kouzmanis del Toronto Olympians[2]
- Técnico del año: Lucio Ianiero del St. Catharines Wolves[2]
- Mejor portero: Peter Libicz del North York Astros[2]